# Leandro Padovani Celin
Leandro Padovani Celin (sinh ngày 21 tháng 12 năm 1983) là một hậu vệ bóng đá người Brasil hiện tại thi đấu cho Esteghlal ở Persian Gulf Pro League.

## Sự nghiệp câu lạc bộ
Padovani giành hầu hết sự nghiệp ở Brasil. Năm 2012, anh chuyển đến Foolad ở Iranian Premier League nơi anh giành chức vô địch title ở mùa giải 2013–14. Vào tháng 7 năm 2014 Padovani ký hợp đồng với Naft Tehran.

### Sepahan
Anh ký hợp đồng với đội vô địch Iran Sepahan vào mùa hè năm 2015, vì vấn đề ITC anh không thể thi đấu đến mùa đông năm 2016. Anh có màn ra mắt ngày 2 tháng 2 năm 2016 trong trận hòa 2–2 trước Persepolis.

### Esteghlal
Ngày 5 tháng 9 năm 2016 anh ký hợp đồng với Esteghlal. He started his first match trước F.C. Mashhad on 15 November.

## Thống kê câu lạc bộ
Tính đến 19 tháng 12 năm 2017
| Câu lạc bộ  | Hạng đấu   | Mùa giải | Giải vô địch | Giải vô địch | Cúp Hazfi | Cúp Hazfi | Châu Á  | Châu Á    | Tổng    | Tổng      |
| Câu lạc bộ  | Hạng đấu   | Mùa giải | Số trận      | Bàn thắng    | Số trận   | Bàn thắng | Số trận | Bàn thắng | Số trận | Bàn thắng |
| ----------- | ---------- | -------- | ------------ | ------------ | --------- | --------- | ------- | --------- | ------- | --------- |
| Foolad      | Pro League | 2012–13  | 18           | 2            | 1         | 0         | 0       | 0         | 19      | 2         |
| Foolad      | Pro League | 2013–14  | 5            | 0            | 2         | 0         | 5       | 0         | 12      | 0         |
| Naft Tehran | Pro League | 2014–15  | 27           | 7            | 4         | 1         | 7       | 1         | 38      | 9         |
| Sepahan     | Pro League | 2015–16  | 9            | 0            | 0         | 0         | 6       | 0         | 15      | 0         |
| Esteghlal   | Pro League | 2016–17  | 21           | 1            | 3         | 0         | 3       | 1         | 27      | 2         |
| Esteghlal   | Pro League | 2017–18  | 6            | 0            | 1         | 0         | 3       | 0         | 10      | 0         |
| Tổng        | Tổng       | Tổng     | 81           | 10           | 10        | 1         | 24      | 2         | 111     | 13        |

## Danh hiệu

### Câu lạc bộ
Foolad
- Iran Pro League (1): 2013–14

Esteghlal
- Cúp Hazfi (1): 2017–18

### Cá nhân
- Iran Pro League Team of the Year: 2014–15